# Dmitri Pantow
Dmitri Anatoljewitsch Pantow; russisch Дмитрий Анатольевич Пантов; (* 12. September 1969 in Pawlodar) ist ein früherer kasachischer Biathlet, der an drei Olympischen Winterspielen teilnahm.
Dmitri Pantow begann 1986 mit dem Biathlonsport. Der verheiratete Sportlehrer startete für Dinamo und lebt in seinem Geburtsort Pawlodar. Er bestritt seine ersten Rennen im Biathlon-Weltcup 1993 in Lillehammer und wurde in einem Einzel 74. 1994 gewann er in Ruhpolding als 15. eines Einzels erstmals Weltcuppunkte. In der folgenden Zeit waren Pantows Leistungen sehr schwankend, reichten von einem dritten Rang in einem Einzel zum Auftakt der Saison 1994/95 in Bad Gastein bis zu Ergebnissen im Bereich der Plätze 60 bis 70. Der dritte Rang war zugleich das beste Karriereergebnis des Kasachen im Weltcup. Schon vorher nahm er in Lillehammer erstmals an Olympischen Winterspielen teil und erreichte die Plätze 51 im Einzel und 48 im Sprint. Nächstes Großereignis wurden die Biathlon-Weltmeisterschaften 1995 in Antholz, wo Pantow 29. des Einzel und 27. des Sprints wurde und mit Waleri Iwanow, Alexander Menschtschikow und Dmitri Posdnjakow im Staffelwettbewerb 15. wurde. Es dauerte bis 1997, dass der Kasache in Osrblie erneut an einer Weltmeisterschaft teilnahm und 24. des Einzels wurde, im Sprint den 33. Platz belegte, in der Verfolgung nochmals auf den 24. Platz kam und mit Iwanow, Sergei Abdukarow und Posdnjakow mit der Staffel auf Rang 18 kam. Im Mannschaftswettbewerb wurden sie in derselben Besetzung Elfte. Im Weltcup erreichte er zwischen den Saisons 1994/95 und 1996/97 immer wieder gute Ergebnisse in den Punkterängen, danach wurden solche Erfolge Seltenheit. 1996 siegte Pantow bei den Winter-Asienspielen in Harbin in Sprint und Staffel und war Dritter im Einzel, 1999 wiederholte er den Staffelsieg und wurde in den beiden Einzelwettbewerben jeweils Dritter.
1998 folgte die zweite Teilnahme an Olympischen Winterspielen. Bei den Wettkämpfen in Nagano kam Pantow dreimal zum Einsatz und belegte im Einzel Platz 49, wurde 54. des Sprints und mit Posdnjakow, Menschtschikow und Iwanow 16. mit in der kasachischen Staffel. Bei den Weltmeisterschaften 2000 am Holmenkollen in Oslo startete Pantow zum dritten Mal bei einer Weltmeisterschaft und erreichte Platz 70 im Einzel, 39 im Sprint und 38 in der Verfolgung. In Chanty-Mansijsk folgte die Teilnahme an den Sommerbiathlon-Weltmeisterschaften 2000, bei denen der Kasache 21. im Sprint und 23. der Verfolgung wurde. 2001 nahm er letztmals an einer Weltmeisterschaft teil und erreichte in Pokljuka mit Rang 45 im Einzel und 73 im Sprint keine nennenswerten Resultate. Letzter Höhepunkt zum Karriereende wurden die Olympischen Winterspiele 2002 in Salt Lake City. Bei den Wettbewerben in Soldier Hollow wurde Pantow 49. im Einzel und 79. im Sprint.
Seit 2003 betreut Pantow die kasachische Biathlon-Nationalmannschaft als Trainer.

## Biathlon-Weltcup-Platzierungen
Die Tabelle zeigt alle Platzierungen (je nach Austragungsjahr einschließlich Olympische Spiele und Weltmeisterschaften).
- 1.–3. Platz: Anzahl der Podiumsplatzierungen
- Top 10: Anzahl der Platzierungen unter den ersten zehn (einschließlich Podium)
- Punkteränge: Anzahl der Platzierungen innerhalb der Punkteränge (einschließlich Podium und Top 10)
- Starts: Anzahl gelaufener Rennen in der jeweiligen Disziplin

| Platzierung                                | Einzel | Sprint | Verfolgung | Massenstart | Team | Staffel | Gesamt |
| ------------------------------------------ | ------ | ------ | ---------- | ----------- | ---- | ------- | ------ |
| 1. Platz                                   |        |        |            |             |      |         |        |
| 2. Platz                                   |        |        |            |             |      |         |        |
| 3. Platz                                   | 1      |        |            |             |      |         | 1      |
| Top 10                                     | 2      |        |            |             |      |         | 2      |
| Punkteränge                                | 10     | 2      | 1          |             | 2    | 9       | 24     |
| Starts                                     | 33     | 44     | 7          |             | 2    | 10      | 96     |
| Stand: Daten möglicherweise nicht komplett |        |        |            |             |      |         |        |